# San Luis (Comayagua)
San Luis es un municipio del departamento de Comayagua en la República de Honduras.

## Toponimia
Su nombre es en honor a Luis Gonzaga, santo de la iglesia católica.

## Límites
| Orientación | Límite                               |
| ----------- | ------------------------------------ |
| Norte       | Municipio de Minas de Oro, Comayagua |
| Sur         | Municipio de Esquías, Comayagua      |
| Este        | Municipio de Minas de Oro, Comayagua |
| Oeste       | Municipio de La Libertad, Comayagua  |

Tiene una extensión territorial de 123.0 km².

## Economía e historia
En la División Política Territorial de 1896 era una aldea del municipio de Esquías y adquirió la categoría de municipio por resolución de la Presidencia de la República del 15 de mayo de 1970. Adquirió la categoría de municipio por resolución de la presidencia de la república el 15 de mayo de 1975.
El Municipio le debe su nombre a Luis Gonzaga, un religioso jesuita italiano que fue declarado por el Papa Benedicto XIII como patrono de la juventud. Sus primeros Pobladores llegaron entre los años 1800 y 1812, reagrupándose en el lugar llamado El Guapinol. Todos eran de ascendencia española y francesa, de ahí que muchos de sus pobladores sean de tez blanca y ojos verdes. Este pueblo ha sido históricamente unido, sobre todo a partir de 1963, cuando se produjo la lucha por convertirse en municipio, que derivó en una confrontación con Esquías, al que pertenecía. Producto de esa lucha perdió la vida el alcalde de Esquías, Porfirio Sarmiento, mientras por San Luis murieron tres dirigentes, recuerda el profesor Norman Flores, nativo de estos lares. Pero no fue sino hasta 1970, durante el gobierno militar de Oswaldo López Arellano, siendo Gobernador Político de Comayagua el Señor Roberto Ruiz Romero, que San Luis logró su independencia de Esquías. Su nombre San Luis lo lleva en memoria del seminarista Luis Gonzada quien -desafiando la muerte en el siglo XVIII- ayudó a un grupo de tuberculosos de la entonces aldea Casas Viejas, contagiándose de la enfermedad. Al conocer este gesto de solidaridad, posteriormente unos evangelizadores españoles lo bautizaron como San Luis. Está situado en una meseta rodeada por los cerros Guaruma, El Caliche y Suyatal.
Su clima es cálido en la parte baja y fresco en la parte montañosa. Las principales actividades de San Luis son la agricultura y la ganadería. El café se cultiva en distintas clases en gran escala, aunque también produce maíz, frijol, arroz, maicillo, banano, yuca, caña de azúcar, cítricos y hortalizas. Cuenta con 14 jardines de Niños y Seis centros comunitarios de educación prebásica y en el nivel básico, con 15 centros que reciben niños hasta Sexto grado y uno hasta noveno. En las mesas de sus hogares se disfrutan platillos tradicionales como el estofado, cerdo y Gallinas horneadas, además de yuca con chicharrón. Estas son acompañadas con refrescos naturales, así como la horchata y chicha de maíz. San Luis celebra su feria patronal entre el 19 al 22 de junio, en honor a San Luis. Durante estas festividades se realizan actos religiosos tales como bautismos, bodas y procesiones. Bailes populares, coronación de la reina, encuentros deportivos, toreadas, carrera de cintas, quema de pólvora etc.. son parte de las tradiciones que perduran en el recuerdo popular de sus pobladores.

Se descubrió un hueso fósil de un dinosaurio terrestre, a unos seis kilómetros al Suroeste de San Luis, en la carretera antigua entre San Luis y rancho Grande. Fue descubierto por Bruce Simonson, mientras participaba en un proyecto de mapeo geológico en Honduras junto al geólogo norteamericano Gregory S. Horne. El espécimen fue llevado a Estados Unidos y depositado en el Museo Nacional de Historia Natural en Washington donde fue inicialmente identificado por Nicholas Hotton como el fémur derecho de un pequeño hadrosaurio, También fue identificado como un Hueso de ornitópodo por John Ostrom entonces profesor de geología de la Universidad de Yale, Su identificación fue confirmada por paleontólogos norteamericanos reconocidos como Jack McIntosh y John R. Horner.

## Población
Tiene una población proyectada de 12,187 habitantes para el año 2020.

## División Política
Aldeas: 13 (2013)
Caseríos: 48 (2013)
| Código | Aldea             |
| ------ | ----------------- |
| 031601 | San Luis          |
| 031602 | El Tablón         |
| 031603 | El Tule           |
| 031604 | Las Minitas       |
| 031605 | Las Quebradas     |
| 031606 | Loma Pelada       |
| 031607 | Los Anisales      |
| 031608 | Los Puentes       |
| 031609 | Los Tres Palos    |
| 031610 | Los Zacatales     |
| 031611 | El Plan Grande    |
| 031612 | Quebrada Amarilla |
| 031613 | Trojes            |

## Centros Educativos
- Primaria: Jardín de Niños (San Luis)
- Secundaria: Luis Alonzo Suazo
- Preparatoria: Instituto César Zepeda